# Servizio sociale austriaco
L'associazione Servizio austriaco all'estero (Österreichischer Auslandsdienst) secondo l'articolo 12b della legge per i servizi civili è un'organizzazione senza fini di lucro, fondata nel 1998 dal dott. Andreas Maislinger. Essa offre la possibilità di sostituire il servizio civile con un servizio alternativo all'estero della durata di 12 mesi. Questo servizio all'estero (Auslandsdienst) è possibile dal 1992 ed era un'iniziativa dello stesso Maislinger. Il servizio all'estero può essere assolto in tre settori: servizio commemorativo (Gedenkdienst), servizio sociale (Sozialdienst), o servizio per la pace (Friedensdienst).

## Il Servizio sociale
Il Servizio sociale dà sostegno allo sviluppo sociale ed economico di un paese e può essere assolto nei diversi posti ed organizzazioni contraenti. L'associazione Servizio austriaco all'estero ha 32 organizzazioni-partner con 69 posti nel settore del servizio sociale (in gennaio 2004) ed è così la maggiore organizzazione di supporto in Austria per gli assolventi del servizio all'estero. Queste organizzazioni contraenti sono presenti in 22 Paesi distribuiti su quattro continenti ed hanno i più diversi compiti e finalità.

## Incarichi
Esistono progetti per bambini di strada, per l'educazione e per villaggi per l'infanzia, oltre all'assistenza agli anziani, agli handicappati e agli ammalati, o l'aiuto agli omosessuali; come pure si può partecipare a progetti per lo sviluppo e l'ambiente nei paesi del Terzo Mondo.

## Contraenti
Argentina
- Buenos Aires - Centro de Atencion Integral a la Ninez y Adolescencia

 Belgio
- Bruxelles - European Disability Forum

 Bielorussia
- Minsk - Belarussian Children's Hospice

- Minsk - 'Dietski dom no. 6' - orfanotrofio no.6
- Minsk - Asilo per i bambini con bisogno particolare

 Bosnia ed Erzegovina
- Sarajevo - Phoenix Initiative

 Brasile
- Alagoinhas - Associacao Lar Sao Benedito
- Lauro de Freitas - Centro Comunitario Cristo Libertador
- Rio de Janeiro - Center for Justice and International Law (CEJIL)
- São Gonçalo do Rio Preto - FUNIVALE

 Cile
- Santiago - Ctd Galvarino - Sename

 Cina
- Qiqihar - China SOS Children's Village Association Pechino, Qiqihar city, Heilongjiang Province und Yantai City, Shandong Province

 Costa Rica
- La Gamba - Tropenstation La Gamba
- Puntarenas - Finca Sonador - Asociaicón de Cooperativas Europeas Longo Mai
- Puntarenas - Union de Amigos para la Protección del Ambiente (UNAPROA)
- San Isidro de El General - Asociación Vida Nueva

 Gabon
- Lambaréné - Albert Schweitzer Hospital

 Germania
- Marburgo - Terra Tech

 Guatemala
- Quetzaltenango - Instituto de Formacion e Investigacion Municipal,
- Santa Rosita - Casa Hogar Estudiantil ASOL Archiviato il 24 aprile 2019 in Internet Archive.

 India
- Auroville - Auroville Action Group (AVAG)
- Dharamsala - Nishtha - Rural Health, Education and Environment Centre
- Dharamsala - Tibetan Children´s Village
- Dharmshala - Tibetan Welfare Office
- Kerala - Mata Amritanandamayi Mission

 Inghilterra
- Londra - Royal London Society for the Blind

 Israele
- Gerusalemme - St. Vinzenz-Ein Karem

 Kenya
- Nairobi - Kenia Water for Health Organisation

 Messico
- San Cristóbal de las Casas - CIDECI (progettato)

 Nicaragua
- Granada - Fundación Casa de los tres mundos
- León - Campo Recreativo MILAVF

 Norvegia
- Oslo - Jodisk Aldersbolig

 Pakistan
- Karachi, Sialkot, Dodhial, Faisalabad, Sargodha, Lahore, Rawalpindi e Multan - SOS Villaggi dei Bambini Pakistan http://www.sos.org.pk/
- Lahore - proLoka

 Perù
- Huancayo - Unidad Territorial de Salud Daniel Alcides Carrión
- Lima - Centro de Información y Educación para la Prevención del Abuso de Drogas (CEDRO)

 Polonia
- Cracovia -  Polska Akcja Humanitarna

 Romania
- Iași - Nădejdea Copiilor din România

Russia
- Mosca - SOS Villaggi dei Bambini (pianificato)
- Mosca - Together For Peace (TFP)
- Mosca - Centro per sviluppi sociali e prospettiva dell'iniziativa personale
- San Pietroburgo - GU SRZ Vera

 Stati Uniti d'America
- New York - Gay Men's Health Crisis

 Uganda
- Fort Portal - Mountains of the Moon University (MMU)
- Kabale -Diocesi di Kabale/casa del vescovo